# One-two-two
One-two-two (česky doslovně Jeden-dva-dva) byl nevěstinec v Paříži. Nacházel se v ulici Rue de Provence č. 122 v 8. obvodu. Od čísla domu odvozoval svůj anglický název. Tento podnik patřil ve 30. a 40. letech k nejznámějším ve městě.

## Historie
Původně se jednalo o třípatrovou budovu, bývalý městský palác prince Joachima Murata. V roce 1933 byl dům zvýšen o čtvrté podlaží. Nevěstinec sloužil jako zábavní podnik, který navštěvovalo mnoho známých osobností jako politici belgický král Leopold III. nebo Randolph Churchill, spisovatel Erich Maria Remarque a také filmové hvězdy z Hollywoodu jako Marlene Dietrichová, Katharine Hepburnová, Humphrey Bogart, Cary Grant nebo Charlie Chaplin.
Nevěstinec byl uzavřen v důsledku zákazu veřejných domů v roce 1946. Dnes je zde obytný dům.
One, Two, Two: 122, rue de Provence je rovněž název francouzského filmu, který v roce 1978 natočil režisér Christian Gion, a který pojednává o osudech nevěstince.